# Весілля принца Гаррі та Меган Маркл

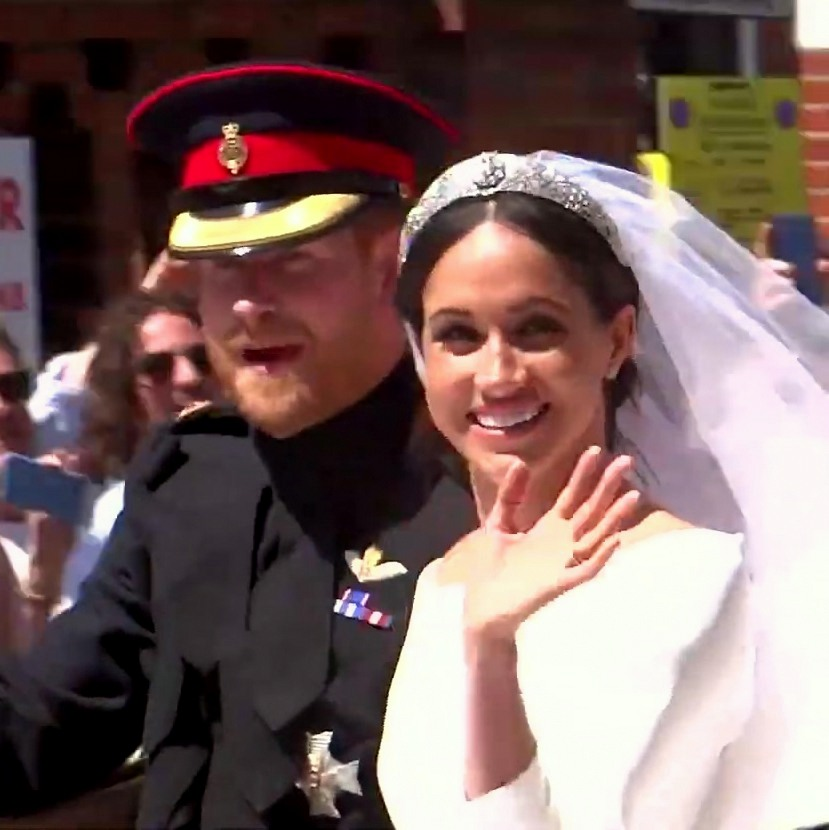
Герцог та герцогиня Сассекські після одруження вітають глядачів, що зібралися на вулиці Мелл

Весілля Гаррі, герцога Сассекського і Меган Маркл відбулося 19 травня 2018 року в каплиці Святого Георгія Віндзорського замку. Гаррі, герцог Сассекський — молодший син Чарльза, принца Уельського — познайомився з акторкою Меган Маркл в 2016 році. 8 листопада 2016 Кенсінгтонський палац підтвердив інформацію про те, що Гаррі протягом декількох місяців перебуває у відносинах з акторкою Меган Маркл . 27 листопада 2017 року було оголошено про офіційні заручини Гаррі і Меган.Того ж місяця вона завершила кар'єру акторки.

## Заручини
Дизайн каблучки, подарованої Меган на заручини, придумав сам Гаррі, герцог Сассекський. У центрі композиції — великий діамант з Ботсвани, два інших діаманти взяті з колекції покійної матері Гаррі — принцеси Діани. Перед весіллям, яке було профінансоване королівською родиною, Маркл прийняла британське підданство і змінила віру, пройшовши через обряди хрещення і конфірмації, прийняті в англіканській церкві. Обряд нового хрещення і конфірмації, зроблений архієпископом Кентерберійським Джастіном Уелбі, відбувся в каплиці Сент-Джеймсського палацу 6 березня 2018 року. Після весілля Меган отримала титул герцогині Сассекської .

## Церемонія
Вінчання провів духовний глава англіканської Церкви, архієпископ Кентерберійський Джастін Уелбі. 

### Плаття нареченої
Наречена була в лаконічній сукні з важкого білого шовку з вирізом-човником, рукавами у три чверті та треном, створеної дизайнером модного будинку Givenchy Клер Уейт Келлер. На виготовлення п'ятиметрової фати з органзи, розшитої по краях квітковим візерунком, який символізує всі 53 країни Співдружності націй, знадобилося кілька сотень годин ручної праці. За бажанням Меган у візерунок фати були також вплетені зимоцвіт,що зростає в Кенсінгтонських садах та каліфорнійський мак, що росте в штаті, звідки вона родом. Фату притримувала заокруглена діамантова тіара з королівської колекції, виготовлена в Англії в 1932 році для Марії Текської. У центрі тіари — змінна брошка овальної форми з 10 діамантів, піднесена принцесі Марії 1893 року в якості весільного подарунку. Образ нареченої доповнили сережки-цвяшки і браслет від Cartier,а також каблучка з аквамарином, що належала принцесі Діані.
Пажами Меган Маркл були 7-річні близнюки Брайан і Джон Малруні, сини близької подруги Меган, канадського стиліста Джесіки Малруні. Боярином нареченого був його старший брат,  Вільям, герцог Кембриджський. Обидва прибули на весілля в уніформі полку палацової кавалерії.

### Гості
На весільній церемонії було близько 600 гостей. Серед них: телеведуча Опра Вінфрі, сер Елтон Джон, Девід  та Вікторія Бекхеми, Джордж та Амаль Клуні, тенісистка Серена Вільямс, актор Ідріс Ельба, поп-співак Джеймс Блант та інші. . На самі весільні святкування до Віндзорського замку було також запрошено більше 1,2 тисячі представників громадськості.. Наречені вирішили не запрошувати  британських та іноземних політиків.. Весільний торт з сиропом із бузини, що росте в королівському маєтку Сандрінгем, створений Клер Птек, був прикрашений 150 живими, в переважній більшості англійськими, квітами, в тому числі трояндами та півоніями.
Після церемонії відбувся прийом в заміському маєтку Фрогмор-хаус. Молодята прибули туди на спортивному кабріолеті Jaguar E-type Concept Zero 1968 року випуску з номерним знаком «19 05 18» (дата весілля), причому Меган була одягнена в білу сукню з американською проймою від іншого британського дизайнера Стелли Маккартні.